# Ruisseau des Vergnes
Le ruisseau des Vergnes est un ruisseau français du Massif central qui coule dans le département de l'Aveyron, en ancienne région Midi-Pyrénées, donc en nouvelle région Occitanie. C'est un affluent de la Truyère, donc un sous-affluent de la Garonne par le Lot.

## Géographie
De 10 km de longueur, le ruisseau des Vergnes prend sa source vers 800 mètres d'altitude, dans le département de l'Aveyron, sur la commune de Saint-Symphorien-de-Thénières, au sud du lieu-dit le Pont. Son cours est retenu au barrage de Montézic dont le réservoir est principalement alimenté depuis la retenue du barrage de Couesques par pompage-turbinage de la centrale de Montézic. Il rejoint la Truyère vers 300 mètres d'altitude, dans la retenue du barrage de Couesques sur la commune de Montézic, à l'ouest du lieu-dit le Roc de Lon.

### Département et communes traversés
Dans le seul département de l'Aveyron, le ruisseau des Vergnes arrose trois communes, soit d'amont vers l'aval : Saint-Symphorien-de-Thénières, Saint-Amans-des-Cots et Montézic.

## Affluents
Le SANDRE répertorie trois affluents au ruisseau des Vergnes dont le ruisseau de la Plane, long de 2 km, et un ruisseau sans nom, long de 2,7 km, qui rejoint le ruisseau des Vergnes à son entrée dans le réservoir de Montézic.
Aucun des affluents n'ayant lui-même d'affluent, le nombre de Strahler du ruisseau des Vergnes s'élève à deux.